# 政木恵美子
政木 恵美子（まさき えみこ）は日本の教育者。
元釜山日本人学校校長。

## 経歴
2002年、新日本ガラパゴス協会を設立。副会長や総務を務めた。同年、広島市立砂谷中学校の16代校長に就任。
2007年、チューリッヒ日本人学校校長を務めた際、ウスター市長に日本人教育の協力を呼びかけた。
2008年には、日本教育新聞「わたしの学校経営論」に安芸太田町立戸河内中学校の校長として特集される。
2013年より干潟観察会を開催。ユネスコ協会・中国ブロックESD活動顕彰を受賞。
2014年、釜山日本人学校校長を退任。「正直・誠実」を掲げていた。また、和太鼓を釜山の学校の特色にすることに取り組んだ。同年、干潟観察の活動が中国建設弘済会助成報告会大賞を受賞。
2017年、第172回ユネスコサロンに登壇。また、2019年には韓国ユネスコ大邱協会の第6次姉妹協定を国際部会会長として結ぶ。同年、西部湾灘協議会協議参加。
2018年には、新里カオリのうららか日曜日（RCCラジオ）に生出演。また、干潟観察会で発見したハマダンゴムシ、オオアメンボの写真が、『緊急SOS！池の水ぜんぶ抜く』（テレビ東京）や、『ザ!鉄腕!DASH!!』（日本テレビ）で放送。また、干潟観察活動がイマナマ!（RCCテレビ）で紹介された。
2019年に、干潟研究で広島ユネスコ協会活動奨励賞受賞。2022年、中国ブロックユネスコESD活動顕彰。奨励モデル特別賞。
2023年、韓国大邱広域市を広島市・大邱広域市青少年交流事業広島団団長として訪問。

## 所属
- 新日本ガラパゴス協会（副会長）

- 広島ユネスコ協会（国際部会会長）

- 広島干潟生物研究会（会長）